# Kapellenstraße (München)
Koordinaten: 48° 8′ 28,5″ N, 11° 34′ 14,1″ O
Die Kapellenstraße in München liegt in der Altstadt und verläuft von der Maxburgstraße – in Höhe des Mosaiks am Justizgebäude – zur Neuhauser Straße.

## Geschichte
Der Straßenname entstand daraus, dass die Straße zu einer Kapelle in der ehemaligen Herzog-Max-Burg führte. Die Kapelle wurde 1597 geweiht und 1870 aufgelassen.

## Lage
Die Kapellenstraße ist eine Anliegerstraße und nur zu drei Viertel befahrbar, bis sie in eine Fußgängerzone, die bis zur Neuhauser Straße reicht, mündet. Entlang der Kapellenstraße 4 zieht sich das Gebäude der Bayerischen Landesbodenkreditanstalt. An der Westseite liegt das Gebäude des Kaufhauses Oberpollinger. Im Bereich der Fußgängerzone befinden sich Betten Rid und ein Thomas Schuhgeschäft.